# Mode de 1500-1550
La Mode pour la période 1500-1550 en Europe occidentale est marquée par des vêtements volumineux superposés en abondance (une réaction à des températures du petit âge glaciaire, en particulier en Europe du Nord et dans les îles Britanniques). Tissus contrastés, barres obliques, broderies et autres formes d'ornementation sont devenus importants. Les grandes lignes étroites de la fin des années médiévales ont été remplacées par des lignes coniques pour les femmes, avec de la largeur au niveau des hanches, et pour les hommes les épaules plus larges. Les manches étaient au centre de l'attention, elles ont été gonflées. 

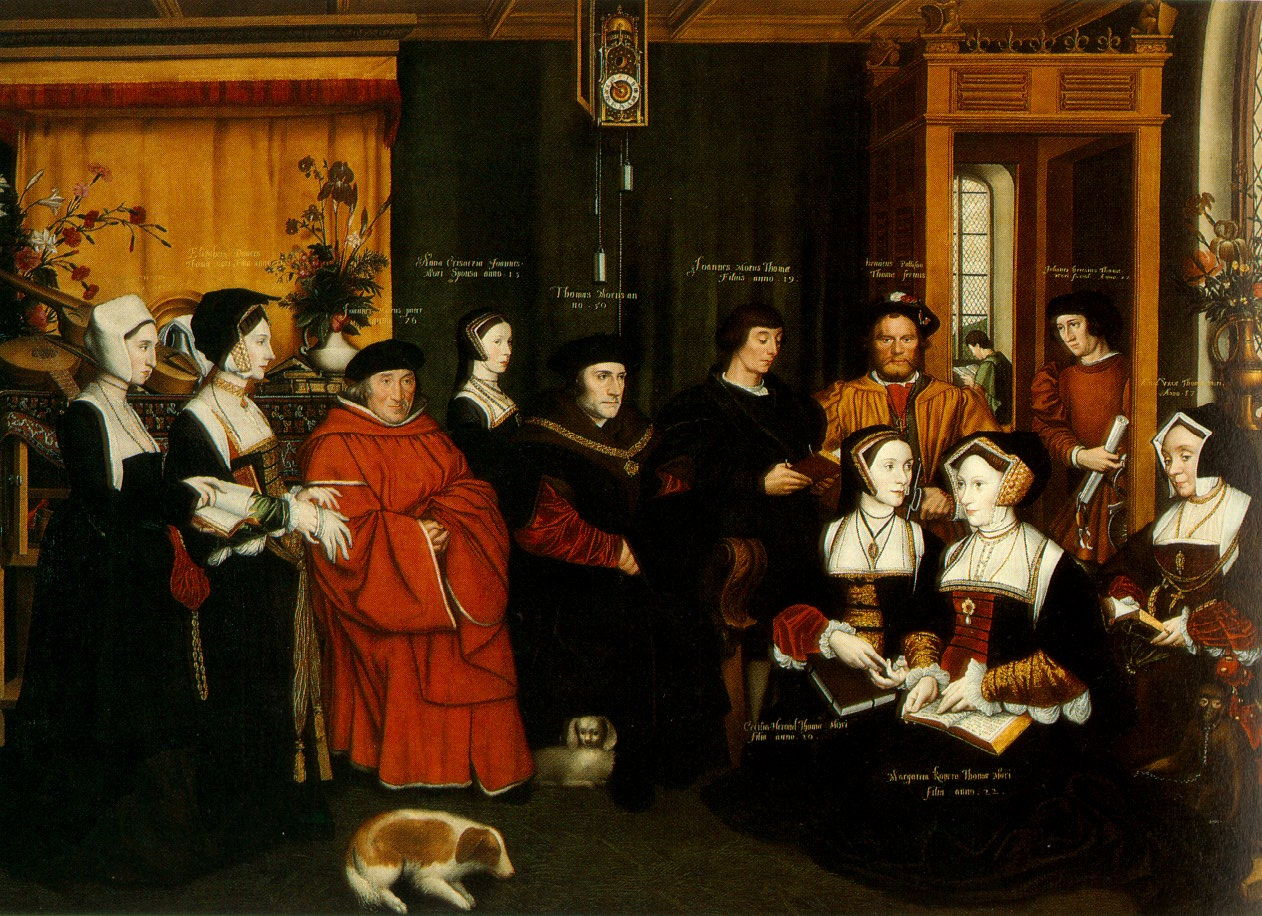
Le portrait de la famille de Sir Thomas More montre la mode anglaise de l'après 1520

## Les tendances générales
La mode européenne, dans les premières décennies du XVIe siècle, a été marquée par la grande rivalité entre Henri VIII d'Angleterre (qui régna de 1509 à 1547) et François Ier de France (qui a gouverné de 1515 à 1547) pour accueillir la cour la plus étincelante, culminant au cours des festivités du Camp du Drap d'Or (1520). Mais la montée en puissance était celle de Charles Quint, roi d'Espagne, de Naples et de Sicile à partir de 1516, héritier du style ainsi que des richesses de la Bourgogne et empereur romain germanique à partir de 1530. L'afflux d'or et d'argent du Nouveau Monde en Espagne, récemment unifiée, a changé la dynamique du commerce dans toute l'Europe occidentale, marquant le début d'une période d'opulence accrue dans l'habillement, tempérée par le goût espagnol pour la richesse sombre des robes qui allaient dominer la seconde moitié du siècle,. 
Les variations régionales des vêtements à la mode du XVe siècle sont devenues plus prononcées au cours du XVIe. En particulier, les vêtements des Pays-Bas, des États allemands et scandinaves se sont développés dans une direction différente de celle de l'Angleterre.
Les chemises et blouses avaient des manches plissées au niveau des poignets. Le jabot est devenu peu à peu un volant large, présageant la collerette de la seconde moitié du siècle. Ces vêtements sont souvent décorés avec des broderies en soie noire ou rouge. Les chemises et chemises allemandes ont été décorées avec de larges bandes d'or à l'encolure, ce qui était uniformément faible au début de la période et s'est élevé par le milieu du siècle. Le jaune et le rouge sont les couleurs à la mode.
Les fourrures les plus en vogue sont le manteau d'hiver argenté du lynx brun foncé (presque noir).

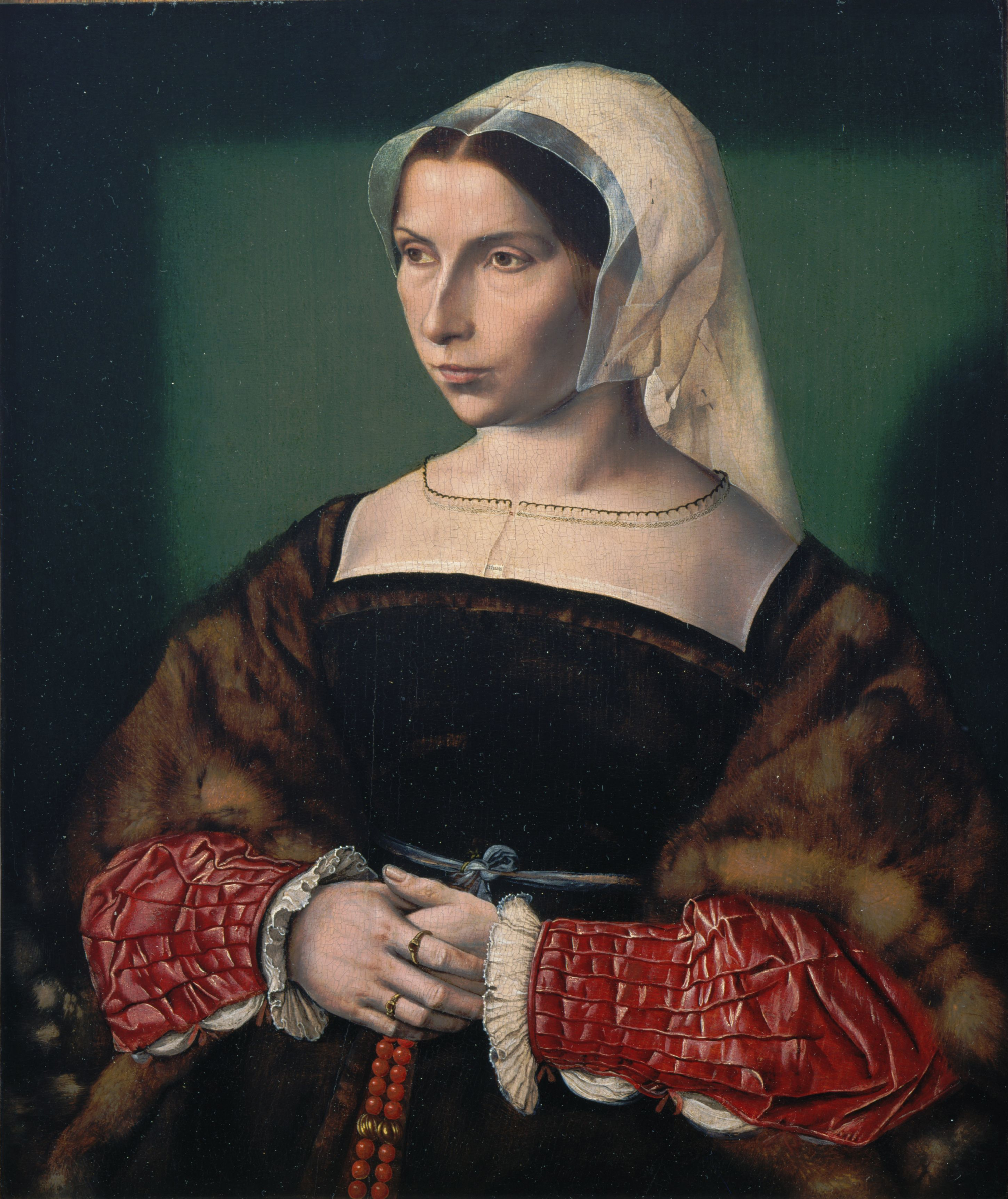
Anne Stafford porte une robe noire doublée de fourrure avec une jupe noire et une chemise à col carré, c. 1535.

## Mode féminine
La mode féminine du XVIe siècle consistait en une longue robe, généralement avec des manches, portée sur une jupe en dessous, ou avec une blouse portée à même la peau.
La robe taille haute de la fin du Moyen Âge a évolué dans plusieurs directions selon les régions d'Europe. Dans les États allemands, la robe est restée à taille courte, serrée mais sans lacets. La robe à crinoline ou vertugadin est apparue en Espagne à la fin du XVe siècle, et s'est répandue en Angleterre et en France au cours des décennies suivantes. 
Le visard (masque pour se protéger du soleil) fait son apparition.

## Mode masculine
Au début de cette période, la silhouette des hommes était longue et étroite, mais peu à peu elle s'élargit jusqu'au règne de Henry VIII, la silhouette était presque carrée, avec de grandes manches.
Tout au long de cette période, les vêtements pour les hommes à la mode était composés de :
- un linge de chemise, à l'origine sans  décolleté, mais avec une plus grande encolure au milieu du siècle. L'encolure a été créée dans une bande étroite et ajustée au moyen d'un cordon, le petit volant formé en tirant le cordon s'élargit au fil du temps.
- une veste, généralement coupée au ras de la taille et des jupes au niveau du genou.

Les universitaires, les magistrats, les médecins et autres professionnels n'ont pas conservé la robe descendant jusqu'à la cheville tout au long de la période.
Dans les années 1530, une silhouette plus étroite devint populaire sous l'influence espagnole. Les jupes sont plus courtes et légèrement évasées. Dans l'ensemble, la mode était plus rigide et plus sobre.
Les hommes des classes inférieures portaient un vêtement d'une seule pièce appelé cotte en anglais.
Les couleurs vives (rouge, jaune, violet, rose et vert) étaient très populaires.